# نسخه کارگردان (آلبوم کیت بوش)
«نسخهٔ کارگردان» (به انگلیسی: Director's Cut) آلبومی از هنرمند اهل بریتانیا کیت بوش است که در سال ۲۰۱۱ میلادی منتشر شد.